# St. Louis Senior High School
La St. Louis Senior High School ou Lycée Saint-Louis est un établissement d'enseignement ghanéen pour les filles dans la banlieue Oduom de Kumasi dans la région Ashanti. Il est fondé en 1952.

## Histoire
Le révérend Hubert Pailissen, SMA, au début de 1949, a déclaré : « Dans ce pays, à peine 15% des jeunes scolarisés sont des filles. Le peuple commence maintenant à réaliser qu'il faut faire plus en faveur de cette partie très négligée de la race humaine, et les chefs, conscients de leur devoir envers leurs sujets, nous ont demandé de créer des écoles pour filles dans leurs villages respectifs…. Mais pour obtenir des résultats, il est nécessaire que la direction des écoles de filles soit entre les mains de Sœurs d'un ordre enseignant ayant l'expérience nécessaire dans le dernier développement des méthodes pédagogiques. ». 
Ainsi, le 18 octobre 1947, les premières sœurs de Saint-Louis sont arrivées dans le pays. Elles continuent à gérer une école élémentaire déjà établie, l'école St. Bernadette, puis ont décidé de créer une nouvelle école secondaire sur le même terrain.
En 1952, St. Louis Secondary a ouvert ses portes, avec un premier groupe de 12 filles. Seuls quelques-unes de ce groupe ont survécu pour rejoindre le deuxième groupe de 1953 pour en faire 42. En décembre 1957, lorsque le groupe survivant passa son examen de niveau «O», il était au nombre de 11.
En 1960, un changement a eu lieu et l'école secondaire St. Louis a déménagé à son emplacement actuel. La première pierre a été posée le 25 mars 1960.

## Alliance
L'école maintient une alliance continue avec le lycée Opoku Ware, populairement appelé AkataSlopsa .

## Anciens élèves notables
- Margaret Amoakohene, universitaire et diplomate
- Patricia Appiagyei, politicienne
- Dzifa Gomashie, actrice et femme politique
- Lydia Forson, actrice, écrivaine et productrice
- Yvonne Nduom (en), chef d'entreprise
- Elizabeth Adjei, diplomate ghanéenne.